# Lickleyhead Castle
Lickleyhead Castle ist ein Tower House mit L-förmigem Grundriss an den Ufern des Gadie Burn, etwas südlich des Dorfes Auchleven in der schottischen Council Area Aberdeenshire. Das gut restaurierte Gebäude stammt aus der Zeit um 1600.
Das Tower House wird auch Licklihead Castle oder Licklyhead Castle genannt.

## Geschichte
Das Anwesen gehörte ursprünglich dem Clan Leslie, aber William Leith, der zweimal Provost of Aberdeen war, kaufte es im 13. Jahrhundert von George Leslie. Es blieb in der Familie Leith, bis Patrick Leith es 1625 an William Forbes aus Leslie verkaufte, der vermutlich den Hauptteil des Gebäudes restaurieren ließ, vermutlich mit Hilfe von John Bell aus Aberdeen.
In der Zeit, die er in dem Tower House wohnte, schoss sich William Forbes, der illegitime Sohn von John Forbes, aus Versehen die Hand ab. Man dachte, dies sei seine gerechte Strafe für den Mord an Alexander Irvine, der angeblich ein Unterstützer des Marquess of Montrose war. Nach der Stuart-Restauration wurde er für dieses Verbrechen hingerichtet.
Ab dem Ende des 17. Jahrhunderts gehörte die Burg eine Zeitlang den Hays.
Patrick Duff aus Craigston kaufte die Burg 1723. Er und sein Sohn ließen einen neuen Flügel an Lickleyhead Castle anbauen und das Innere der Burg umgestalten. In den 1820er-Jahren ließ Henry Lumsden weitere Anbauten anfügen, nachdem er das Anwesen von der Familie Ogilvy-Maitland erworben hatte.
Die Burg war der Sitz der Lairds of Premney.
Don Guillermo de Landa y Escandon, der Gouverneur von Mexiko-Stadt, kaufte die Burg 1922 für seine Tochter Maria Luiz. Die Schauspielerin  Rose Leslie lebte in jungen Jahren auf Lickleyhead Castle.

## Architektur
Der Hauptblock der Burg liegt in Ost-West-Richtung, der angebaute Flügel bildet zwei Fassaden, da er nach Süden hervorspringt. Am Hauptblock befinden sich hervorspringende, zweistöckige Tourellen an der Nordfassade; die oberen Stockwerke haben ovale Fenster. Ein stark hervorspringender, halbrunder Treppenturm, dessen Querschnitt nach oben hin quadratisch wird, erhebt sich im westlichen Innenwinkel. Er vermittelt den Zugang zum Wachraum im angebauten Flügel. Die Burg ist mit Staffelgiebeln ausgestattet. Sie ist mit Harl verputzt und hat ein Schieferdach.
Der Turm hat drei Vollgeschosse, ein Dachgeschoss und einen Dachboden. Er hat keine Schießscharten, aber zwölf Schießlöcher. Es gibt dekorierte Ziergiebel.
Das Erdgeschoss hat Gewölbedecken und beherbergt die Küche und den Lagerkeller. In die mit schlitzartigen Fenster belichteten Räume gelangt man durch den Eingang im südlichen Innenwinkel des Gebäudes. Eine sich verjüngende, gerade Treppe vermittelt den Zugang zum 1. Obergeschoss; die weiteren Geschosse sind über die Treppe in der Tourelle erreichbar. Es gibt einen schönen Rittersaal.
Historic Scotland hat Lickleyhead Castle als historisches Bauwerk der Kategorie A gelistet.